# Heinrichswil
Heinrichswil is een plaats en voormalige gemeente in het district Wasseramt dat behoort tot het kanton Solothurn.

## Geschiedenis
De plaatsnaam Heinrichswil werd voor het eerst geschreven in 1317 als Heinrichswille.
Voor 1798 is Hersiwil samen met Heinrichswil opgegaan in de  nieuwe dubbelgemeente Heinrichswil-Hersiwil-Winistorf. Daarna heeft tot 1854 de gemeente Heinrichswil-Hersiwil-Winistorf bestaan. In het jaar 1854 werd de federale wet omgezet en werd de gemeente opgesplitst in drie kleine gemeenten.
In 1993 zijn de gemeenten Heinrichswil en Winistorf opgegaan  in de nieuw gevormde gemeente Heinrichswil-Winistorf gevormd, maar de gemeente Hersiwil bleef nog zelfstandig.
De gemeenten Heinrichswil-Winistorf en Hersiwil deden heel veel samen, daarom werd er dus op 1 januari 2013 besloten om te fuseren en de gemeente Drei Höfe te vormen.

## Foto

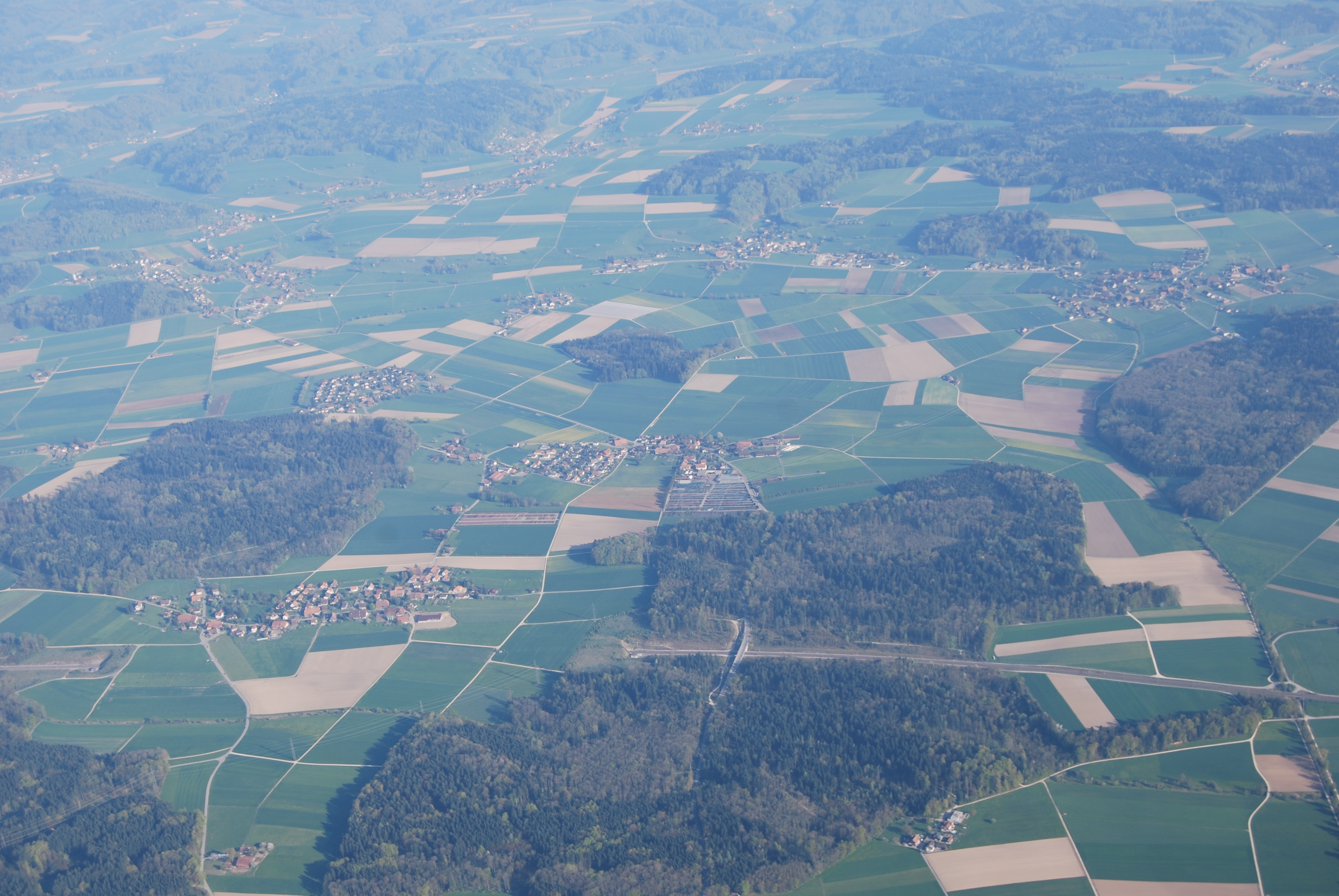
De voormalige gemeenten wat tegenwoordig de gemeente Drei Höfe is, Heinrichswil in het midden.